# 19096 Leonfridman
19096 Leonfridman eller 1979 TY1 är en asteroid i huvudbältet som upptäcktes den 14 oktober 1979 av den rysk-sovjetiske astronomen Nikolaj Tjernych vid Krims astrofysiska observatorium på Krim. Den har fått sitt namn efter arkitekten Leonid Osjerovitj Fridman.
Asteroiden har en diameter på ungefär fyra kilometer.